# Rokado (equip ciclista)
L'equip Rokado va ser un equip ciclista alemany, de ciclisme en ruta que va competir entre 1972 a 1975.

## Principals resultats
- Volta a Suïssa: Louis Pfenninger (1972)
- Gran Premi de Frankfurt: Gilbert Bellone (1972), Georges Pintens (1973)
- Volta a Andalusia: Georges Pintens (1973)
- París-Tours: Rik Van Linden (1973)
- Fletxa Valona: André Dierickx (1975)

### A les grans voltes
- Giro d'Itàlia
  - 2 participacions (1973, 1974)
  - 4 victòries d'etapa:
    - 4 el 1973: Gustaaf Van Roosbroeck, Gerben Karstens, Rik Van Linden (2)

  - 0 classificació finals:
  - 0 classificacions secundàries:

- Tour de França
  - 2 participacions (1972, 1973)
  - 0 victòries d'etapa:
  - 1 classificacions secundàries:
    - Classificació per punts: Herman Van Springel (1973)

- Volta a Espanya
  - 1 participacions (1973)
  - 8 victòries d'etapa:
    - 8 el 1973: Pieter Nassen (2), Gerben Karstens (4), Rik Van Linden (2)

  - 0 classificacions secundàries: